# Paso del Toro, Oaxaca
Paso del Toro är en ort i Mexiko.   Den ligger i kommunen San Felipe Jalapa de Díaz och delstaten Oaxaca, i den sydöstra delen av landet, 300 km sydost om huvudstaden Mexico City. Paso del Toro ligger 108 meter över havet och antalet invånare är 417.
Terrängen runt Paso del Toro är varierad. Runt Paso del Toro är det ganska glesbefolkat, med 39 invånare per kvadratkilometer. Närmaste större samhälle är San Pedro Ixcatlán, 4,4 km nordost om Paso del Toro. Omgivningarna runt Paso del Toro är en mosaik av jordbruksmark och naturlig växtlighet.